# Brisingaster robillardi
Brisingaster robillardi is een zeester uit de familie Brisingidae.
De wetenschappelijke naam van de soort werd in 1883 gepubliceerd door Perceval de Loriol.